# Hussam Abu Safiya
Hussam Idris Abu Safiya (in arabo  إدريس أبو صفية ‎?; 21 novembre 1973) è un medico palestinese, direttore dell'ospedale Kamal Adwan nella Striscia di Gaza da febbraio 2024 fino alla sua evacuazione nel dicembre 2024, successivamente arrestato.

## Biografia
Abu Safiya è nato in una famiglia benestante che viveva nel campo profughi di Jabalia, nel governatorato di Gaza Nord. La sua famiglia proveniva originariamente dalla città palestinese di Hamama, ma era stata sfollata dopo che la città si era spopolata durante la guerra arabo-israeliana del 1948. Dopo la scuola dell'obbligo, Abu Safiya si è trasferito in Kazakistan, dove ha completato gli studi di medicina. Lì ha conosciuto e sposato una donna kazaka, Elbina. Dopo la laurea, Abu Safiya e sua moglie sono tornati a Gaza nel 1996, stabilendosi a Jabalia.
Abu Safiya si è poi specializzato in pediatria e neonatologia, conseguendo un master e superando gli esami dell'Albo palestinese. Ha iniziato a lavorare come medico per il Ministero della Salute di Gaza, per poi diventare capo del reparto pediatrico dell'ospedale Kamal Adwan di Beit Lahia, un importante ospedale che serve la parte settentrionale di Gaza. Nel febbraio 2024, Abu Safiya è diventato direttore dell'ospedale, sostituendo Ahmed al-Kahlout.
Oltre al lavoro presso l'ospedale Kamal Adwan, Abu Safiya ha anche ricoperto il ruolo di medico responsabile di MedGlobal per Gaza.

## Guerra di Gaza e assedi all'ospedale

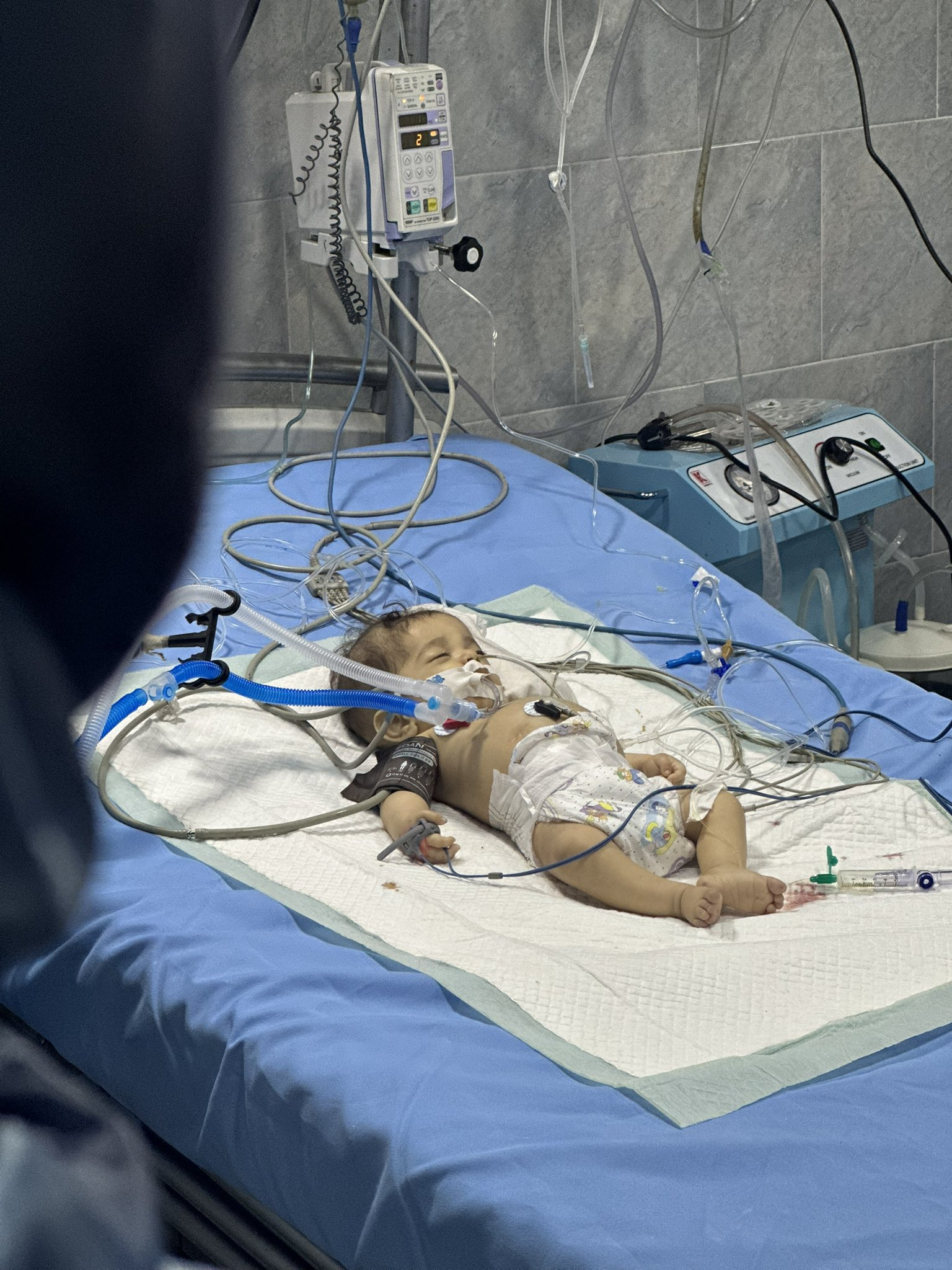
Un neonato morto durante l'assedio dell'ospedale nel giugno 2024, mentre Abu Safiya vi lavorava

In seguito allo scoppio della guerra di Gaza nell'ottobre 2023, l'ospedale Kamal Adwan ha iniziato a subire numerosi assedi da parte delle Forze di difesa israeliane (IDF), specialmente nel dicembre 2023 e nel maggio 2024. A causa dei frequenti bombardamenti, Abu Safiya e la sua famiglia si sono trasferiti nell'ospedale in modo permanente. Nonostante la carenza di rifornimenti ed energia, Abu Safiya è riuscito durante la guerra ad aumentare la capacità dell'ospedale da 120 a 200 posti letto. Le IDF hanno accusato l'ospedale di aver dato rifugio a dei membri di Hamas, e Abu Safiya è stato interrogato in almeno quattro occasioni dai soldati israeliani.
Dall'ottobre 2024, l'ospedale è stato sottoposto a bombardamenti quasi costanti fino al dicembre 2024. Il 25 ottobre 2024 Abu Safiya è stato brevemente arrestato e detenuto, poi rilasciato; lo stesso giorno, suo figlio quindicenne Ibrahim è stato ucciso in un attacco con drone all'ingresso dell'ospedale. Successivamente sono state pubblicate riprese aeree di Abu Safiya che celebrava i riti funebri per Ibrahim nel cortile dell'ospedale. Tra il novembre 2024 e il suo arresto il mese successivo, Abu Safiya ha iniziato a documentare la vita quotidiana in ospedale su Instagram.
Il 23 novembre 2024, Abu Safiya è stato ferito da un attacco con drone contro l'ospedale mentre si recava in ufficio dopo un intervento chirurgico. Ha riportato sei ferite da schegge alla gamba.
Assieme alla sua famiglia, ha rifiutato l'offerta delle forze israeliane di lasciare l'ospedale Kamal Adwan prima che fosse evacuato.

## Evacuazione dell'ospedale e arresto
Nel dicembre 2024, Abu Safiya è stato intervistato da diverse testate giornalistiche internazionali; il 23 dicembre ha dichiarato alla NBC News che il fuoco dei cecchini israeliani e i proiettili dei carri armati avevano danneggiato, tra gli altri, l'asilo nido e il reparto di maternità dell'ospedale Kamal Adwan.
Il 27 dicembre, le IDF hanno effettuato un'evacuazione forzata del personale e dei pazienti dell'ospedale. È stato diffuso un filmato che mostra Abu Safiya mentre lascia l'ospedale e si avvicina a un carro armato israeliano, dove stringe la mano a un soldato e afferma che non c'è più nessuno nell'ospedale prima di entrare nel carro armato. Il Ministero della Salute di Gaza ha riferito che Abu Safiya è stato portato in un centro di detenzione per essere interrogato. Le IDF hanno riferito che 240 persone sono state arrestate dopo l'evacuazione dell'ospedale, descrivendolo come una "roccaforte terroristica di Hamas". Le donne ricoverate nell'ospedale, tra cui la moglie di Abu Safiya, sono state evacuate all'ospedale Indonesia, mentre l'ospedale Kamal Adwan è stato dichiarato non operativo.
Il 2 gennaio 2025, l'ONG Physicians for Human Rights (Medici per i diritti umani) - Israele ha presentato una richiesta a nome della famiglia di Abu Safiya per ricevere informazioni sulla sua ubicazione. Dopo aver inizialmente dichiarato di non avere "alcuna indicazione" che Abu Safiya fosse stato arrestato o detenuto, il 3 gennaio l'IDF ha confermato che era sotto inchiesta per il sospetto di "avere un grado" all'interno di Hamas. Sebbene la posizione di Abu Safiya non sia stata comunicata, sia Front Line Defenders che l'Euro-Mediterranean Human Rights Monitor hanno riferito che, secondo le testimonianze di numerosi detenuti palestinesi, dopo essere stato inizialmente interrogato e picchiato in un sito ad Al-Fakhura a Jabalia, Abu Safiya era stato portato nel campo di detenzione di Sde Teiman nel Negev e che la sua salute era peggiorata significativamente da quando era stato detenuto. I detenuti che avevano lavorato con Abu Safiya all'ospedale Kamal Adwan hanno negato che fosse un membro di Hamas.
Il 9 gennaio 2025, Abu Safiya ha partecipato a un'udienza presso il tribunale di Ashkelon, dove la sua detenzione è stata prorogata fino al 13 febbraio. Il Centro Al Mezan per i diritti umani ha riferito che gli era stato proibito di rivolgersi ad un avvocato fino al 22 gennaio e che né lui né la sua famiglia erano stati informati che avrebbe partecipato ad un'udienza ad Ashkelon.
L'11 febbraio 2025 ad Abu Safiya è stato consentito di incontrare la sua avvocata nella prigione di Ofer, nella Cisgiordania occupata. Durante l'incontro, l'uomo ha raccontato di essere stato sottoposto a varie forme di tortura e abusi, tra cui esser spogliato con la forza, essere incatenato e venir costretto a sedere sulla ghiaia per ore. Ha subito anche violente aggressioni fisiche, come percosse con manganelli e bastoni elettrici. Abu Safiya ha raccontato di essere stato tenuto in isolamento per 25 giorni, durante 10 dei quali è stato sottoposto a interrogatori quasi costanti. Nonostante le molteplici richieste di cure mediche, le autorità israeliane gli hanno negato le cure per il suo problema cardiaco.
L'avvocata di Abu Safiya, Ghaida Qassem, lo ha visitato nuovamente il 19 marzo 2025 nel carcere di Ofer. Ha espresso preoccupazione per la sua salute affermando che "soffre di pressione arteriosa, aritmia cardiaca e problemi di vista" e che "ha perso 20 chili in due mesi e si è fratturato quattro costole durante gli interrogatori, senza ricevere cure mediche adeguate". Sostiene inoltre che Abu Safiya venga torturato perché confessi di aver operato dei membri di Hamas, cosa che lui nega.
Il 14 luglio 2025, l'avvocata ha dichiarato che i chili persi sarebbero diventati 40, e che Abu Safiya sarebbe sottoposto a "condizioni estreme di fame, tortura e isolamento completo" e gli sarebbe ancora negato l'accesso ai medicinali.

## Risposta internazionale
L'Organizzazione Mondiale della Sanità (OMS) ha riferito di aver perso i contatti con Abu Safiya dopo l'evacuazione dell'ospedale Kamal Adwan. Numerosi individui e organizzazioni, tra cui Tedros Adhanom Ghebreyesus dell'OMS, Agnès Callamard di Amnesty International, il Consiglio sulle relazioni America-Islam e l'Accademia americana di pediatria hanno chiesto che venisse resa pubblica la posizione di Abu Safiya e che venisse rilasciato immediatamente.
Nell'aprile 2025, il Centro Internazionale di Giustizia per i Palestinesi, la Fondazione Hind Rajab e la Global Legal Action Network hanno scritto al procuratore generale del Regno Unito per richiedere un mandato di arresto per il Ministro degli Esteri Israeliano Gideon Sa'ar per l'attacco all'ospedale Kamal Adwan e la detenzione di Abu Safiya.